# Денкендорф (Горња Баварска)
Денкендорф (њем. Denkendorf) општина је у њемачкој савезној држави Баварска. Једно је од 30 општинских средишта округа Ајхштет. Према процјени из 2010. у општини је живјело 4.405 становника. Посједује регионалну шифру (AGS) 9176120.

## Географски и демографски подаци
Денкендорф се налази у савезној држави Баварска у округу Ајхштет. Општина се налази на надморској висини од 480 метара. Површина општине износи 47,9 km². У самом мјесту је, према процјени из 2010. године, живјело 4.405 становника. Просјечна густина становништва износи 92 становника/km².

## Међународна сарадња
| Мјесто | Држава | Врста сарадње | Од    |
| ------ | ------ | ------------- | ----- |
| Москва | Русија | партнерство   | 1986. |
| Извор  |        |               |       |